# Atmosphera (гурт, Ізраїль)
«Atmosphera» (Атмосфера) — рідкісний ізраїльський рок-гурт, що грав у жанрі прогресивного року й існував недовго в другій половині 1970-х. Гурт записав довгий, епічний альбом з англійськими текстами (Шекспір і Лорд Теннісон). Альбом занадто виходив за рамки невеликої ізраїльської музичної індустрії, тому майстер-плівки були поміщені в архів і альбом не був виданий на вінілі. 25 років по тому, колекційний лейбл, MIO records, зібрав всі касети, відео та інформацію про загублений гурт і випустив альбом на CD, з бонус-треками і відеокліпом. Стиль «Atmosphera» є симфонічний прогресивний рок під сильним впливом YES в симфонічному стилі. Мелодійна музика, класична і добре організована. 

## Історія
Прогресивний рок досяг Ізраїль із затримкою в кілька років. 1975 року, в той час як інший світ почав втрачати інтерес до прогресивного року, прогресивна сцена в Ізраїлі була на своєму піку. Музичні магазини були заповнені молодими людьми, які жадали прогресивних рок-альбомів. Місцеві гурти випускали альбоми з сильними прогресивними впливами, серед яких були «Ktzat A'cheret» і «14 Octaves»
У 1975 році, три 16-річних однокласники сформували гурт: Юваль Рівлін (клавішні), Овадія Ахароні (вокал і гітара) і Шмуель Ярон (ударні). Дещо пізніше, гітарист Моті Фонсека і басист Тзахі Філософ потрапили на борт. Спочатку вони зробили кавер-версії класичних рок творів. Під час цієї роботи, Моті і Юваль виявили, що вони володіють одним і тим же музичним смаком і вирішили створити прогресивний рок гурт. Вони почали виконувати свої власні твори і назвали гурт «Atmosphera». Моті написав музику для двох творів англійською мовою. Один з уривків з Шекспіра Макбет - "Tomorrow, Tomorrow and Tomorrow". Інша частина була "Love is waiting for a lover" по  Девіду Малкольму Сторі (англ. David Malcolm Storey). Почалися репетиції двох оригінальних п'єс, але, як і в багатьох інших молодіжних складах, " Tsoof "і" Shmill" вирішили піти, щоб переслідувати інші інтереси. Їм на зміну прийшли два інших школяра - Алон Надель (бас) й Амі Ліпнер (ударні). З новим складом Юваль вирішив написати нову п'єсу і вибрав для цього поему "Lady of Shalott" (Альфред Лорд Теннісон). На початку 1976, після періоду 18-місячних репетицій, вони звернулися до промоутера Шауля Ґросберга, який вперше випустив їх на сцену. Вони виступили протягом двох шоу разом з іншим гуртом під назвою "Chalom Kosmi" (Космічний сон). Їх виступ мав величезний успіх. На жаль, незабаром після цієї події, Овадія оголосив про свій намір покинути гурт. 
Зрештою, альбом вийшов 1977 року на ізраїльському лейблі "Hataklit Haifa". Випадкова зустріч у магазині звукозаписів між Ефраїмом Бараком (провідним гітаристом і співаком гурту «Zingale») і членами «Atmosphera», підштовхнула 27-річного співака приєднатися до гурту, таким чином формуючи її остаточний склад. Гурту  запропонували контракт з лейблом звукозапису "Hataklit Haifa", також відомого як "Nana Disc". Крім того, був підписаний контракт з Nitzan Zeira, 18-річним сином генерального директора фірми, який став менеджером гурту. Перед початком сесій звукозапису гурт знову взявся за репетиції, доводячи свій стиль і звук до досконалості. Вони планували записати "Lady of Shalott" на одній стороні, і дві ранні 10-хвилинні п'єси на іншій. Але зрештою Юваль вирішив написати нову п'єсу, що базується на віршах з поеми "When Daisies Pied" з Шекспірівської "Love's Labour's Lost". Пізніше п'єса отримала назву "Cuckoo", яке прийшло з публіки під час живих шоу. У 1977 вони з'явилися в "Kolinor Studios" для початку запису їх робіт. Техніком запису був не хто інший, як Dudi Rosenthal з «Zingale». Між тим, вони продовжували інтенсивні концерти. Їх шоу мали всі ознаки прогресиву: вбрання музикантів, безліч клавішних у Юваля і вражаюче світлове шоу. Під час цього року популярність їх досягла піку, вони були запрошені на Національне радіо Армії ("Galei Tzahal"). Однак телепередача ніколи не була випущена в ефір і залишилася в архівах до її використання на єдиному диску гурту. У 1978 Ізраїль познайомився з панком і недовга ера прогресиву підійшла до кінця. Лейбл "Hataklit Haifa", боячись комерційного провалу альбому попросив «Atmosphera» закінчити роботу. Але тривала робота над "Cuckoo", яка збіглася з особистими проблемами членів гурту, змусила покласти незакінчену п'єсу на монтажний пульт. Фірма відмовилася від альбому. Юваль був покликаний в армію. Efraim Barak і Me El-Ma увійшли до «Zingale», які змінювали склад, щоб працювати над новим матеріалом на івриті. «Atmosphera» перестала існувати. 
Під Час служби в армії, Юваль приєднався до гурту  «Istopy». Їх п'єса "Catharsis" була записана на початку 80'х в студії "Gal-Kol", де Юваль працював після армії. На записі був присутній Me El-Ma. У музиці чутні сильні впливи RIO. Alon Nadel став одним з провідних ізраїльських сесійних джазових музикантів. Юваль Рівлін став партнером - співвласником студії "Gal-Kol" а пізніше відкрив свою студію «Atmosphera». Efraim живе в маленькому поселенні в Галілеї, на півночі Ізраїлю, де у нього своя професійна студія. Me El-Ma відкрив свою студію в 80'х, де записував експериментальні п'єси зі своїми друзями. Пізніше вирушив до Дюссельдорфа, де донині продовжує працювати над мультимедійними та аудіо проєктами. Він продовжує записувати оригінальні ембієнт і авангардні опуси, і випустив альбом "I'm Singing in the Brain", випущений потім на MIO Records.
Коли із запізненням у 25 років з'явився їх дебютний альбом, "Atmosphera" була зовсім забута, їх незакінчений альбом став міфом в Ізраїлі, і наприкінці 90-х CDR посередньої якості із записом їх сесій почав циркулювати серед колекціонерів. «Atmosphera» залишається однією з найпрекрасніших, найзагадковіших, рідкісних гуртів з усіх, що з'явилися на ізраїльській прог-сцені сімдесятих. Ті, хто дійсно знає їх роботу, оцінюють їх дуже високо.

## Альбом Lady of Shalott, 1977
1977 Nana Disc / 2002 MIO Records

### Композиції
DISC 1

1 — Lady of Shalott 16'24

2 — Cuckoo (Love's Labour's Lost) 16'47

3 — Tomorrow 10'47

4 — Love Is waiting for a Lover 7'58

5 — Cuckoo - Alternate Version 16'25

DISC 2

1 — VCD (video-cd) Track 20'47

a) Lady of Shalott (Videoclip) (1977)

b) Me El-ma

c) MIO Catalog

2 — Announcement (Shaul Grossberg, Bet Lessin) 0'36

3 — Tomorrow - Live at Beit Lessin 11'00

4 — Lady of Shalott - Live at Galei-Tzahal 12'41

5 — Catharsis (Istopy) 7'46

6 — Nightmare (Me El-Ma) 6'31

7 — Toridtagitar (Me El-Ma) 5'22

8 — The Children Dance (Me El-Ma) 8'59

Загальний час звучання 142:02

### Музиканти
— Efrayim Barak / вокал 

— Moti Fonseka / гітара 

— Alon Nadel / бас-гітара 

— Yuval Rivlin / клавішні інструменти 

— Ami Lipner / барабани 